# Даболиньш, Гунарс
Гунар(с) Даболиньш (латыш. Gunārs Dāboliņš; род. 14 марта 1956 года, Виесите, Екабпилсский район) — начальник Государственной пограничной охраны Латвии (c 1998 года по 2009 год). Советский морской офицер. Генерал пограничной службы Латвии.

## Советский период
Гунарс Даболиньш родился в городке Виесите. После окончания Огрской средней школы поступил в Киевское высшее военно-морское политическое училище, которое успешно окончил в 1978 году в звании лейтенанта. С 1979 года по 1983 год служил в Северном военном флоте СССР, а с 1983 по 1992 год в Балтийском военном флоте. В 1986 году окончил Московскую военно-политическую академию.

## Латвийский период
31 марта 1992 году принят в Пограничную службу Латвии. С 1 мая по 29 декабря 1992 года возглавлял различные батальоны Пограничных войск. Несколько месяцев исполнял обязанности заместителя начальника штаба Бригады пограничной охраны отдела Охраны границ. С 23 августа начальник пограничного контроля. 6 декабря 1995 года назначен на должность заместитель командира начальника пограничной службы Латвии. В 1996 году назначен на должность командира. С 1998 года, после вхождения пограничной службы Латвии в подчинение МВД Латвии назначен начальником Государственной пограничной охраны Латвии. В 1999 года повышен до генерала. В 2008 году награждён Орденом Виестура первой степени.
В 2009 году вышел в отставку. Отставку приняла министр внутренних дел Линда Мурниеце.
В конце 2009 года пробовал начать политическую карьеру и баллотировался в Рижскую Думу но не был избран.